# Wroughtonia
Wroughtonia (лат. ) — род стебельчатобрюхих перепончатокрылых насекомых из семейства браконид (Helconinae). Известно около 40 видов, большая часть которых (>30) отмечена в Юго-Восточной Азии.

## Распространение
Имеет основное распространение в Восточной Палеарктике и северо-восточной части Юго-Восточной Азии, сравнительно мало видов в Западной Палеарктике, Неарктике, северной части Неотропической области и остальной части Юго-Восточной Азии.

## Описание
Мелкие и средние наездники-бракониды (длина тела 5—13 мм). Род Wroughtonia может быть отличим от близких групп по наличию затылочного фланца (выступа) от среднего размера до широкого, пластинчатого и выступающего ниже основания мандибул; вершина ножен яйцеклада обычно сетчатая или с несколькими длинными волосками в апикальной части; затылочный киль прямой вентрально или слабо изогнут, лишь очень редко отчетливо изогнут; лоб со срединной ламеллой (редко раздвоенной) или с тупым выступом между усиковыми впадинами, бугорчатый дорсально и с отчётливым выступом. Базальная часть первого метасомального стернита в ширину примерно равна длине или отчетливо поперечная, базально гладкая, более или менее сросшаяся с первым тергитом, но иногда отчетливо длиннее ширины и базально более или менее скульптурирована. Мезоплевры перед препектальным килем косые и постепенно опущены. Заднее бедро вентрально зубчатое, с вентральным фланцем или с более или менее зубчатым выступом. Маргинальная ячейка заднего крыла часто отчетливо расширена апикально. Антенна самки часто частично белая, цвета слоновой кости или бледно-желтоватая, редко бледная часть редуцирована до одного сегмента или базальная половина антенны преимущественно коричнево-желтая.
Биология малоизучена. Представители Wroughtonia выращивались как эндопаразитоиды-коинобионты личинок жуков (Coleoptera) в древесине или шишках, особенно из жуков-усачей (Cerambycidae) и златок (Buprestidae).

## Систематика и этимология
Около 40 видов. В 1989 году был описан род Spasskia Belokobylskij, 1989, который позднее был сведён в синонимы к Wroughtonia. Включён в состав трибы Helconini из подсемейства Helconinae (Braconidae).
- Wroughtonia acuta Yan & Chen, 2017 g
- Wroughtonia alba Chou & Hsu, 1998 g
- Wroughtonia albobasalis van Achterberg & Chen, 2017 g
- Wroughtonia angularis Long, 2020[1]
- Wroughtonia areolata Yan & van Achterberg, 2017 g
- Wroughtonia aspera Long, 2020[1]
- Wroughtonia atkinsoni Gupta & Sharma, 1976 c g
- Wroughtonia bifurcata Yan & van Achterberg g
- Wroughtonia brachygena Yan & Chen, 2017 g
- Wroughtonia breviantennata Yan & Chen, 2017 g
- Wroughtonia brevicarinata Yan & Chen, 2014 g[5]
- Wroughtonia castaneae (Viereck, 1912) c g
- Wroughtonia chui Yan & Chen, 2017 g
- Wroughtonia cincticornis (Kieffer, 1921) c g
- Wroughtonia claviventris Wesmael, 1835 g
- Wroughtonia coffeana Long, 2020[1]
- Wroughtonia cornuta Cameron, 1899 c g
- Wroughtonia elongata Long, 2020
- Wroughtonia eurygenys Yan & Chen, 2017 g
- Wroughtonia ferruginea (Brues, 1907) c g
- Wroughtonia frigida (Cresson, 1873) c g
- Wroughtonia grandis (Ashmead, 1889) c g
- Wroughtonia granulosa Gupta & Sharma, 1976 c g
- Wroughtonia hatinhensis Long and van Achterberg, 2020[1]
- Wroughtonia hei Yan & Chen, 2017 g
- Wroughtonia himachali Gupta & Sharma, 1976 c g
- Wroughtonia indica Singh, Belokobylskij & Chauhan, 2005 g
- Wroughtonia jiangliae van Achterberg & Chen, 2017 g
- Wroughtonia laevis Long, 2020[1]
- Wroughtonia ligator (Say, 1824) c g
- Wroughtonia mikagei Hedqvist & Togashi, 1979 c g
- Wroughtonia nigrifemoralis Yan & van Achterberg, 2017 g
- Wroughtonia obtusa Yan & van Achterberg, 2017 g
- Wroughtonia occidentalis (Cresson, 1865) c g
- Wroughtonia petila Chou & Hsu, 1998 c g
- Wroughtonia plana Long, 2020[1]
- Wroughtonia pterolophiae Chou & Hsu, 1998 c g
- Wroughtonia rugosa Yan & Chen, 2017 g
- Wroughtonia sibirica Tobias, 1967 g
- Wroughtonia similis (Belokobylskij, 1989)
  - =Spasskia sigalphoides Belokobylskij, 1989[6]
- Wroughtonia similis Long, 2020
- Wroughtonia simulata Long, 2020
- Wroughtonia sonla Long, 2020[1]
- Wroughtonia spinator (Lepeletier, 1825) c g
- Wroughtonia striata Gupta & Sharma, 1976 c g
- Wroughtonia truncata Gupta & Sharma, 1976 c g
- Wroughtonia undulata Long and van Achterberg, 2020[1]
- Wroughtonia unicornis (Turner, 1918) c g
- Wroughtonia varifemora Yan & Chen, 2017 g
- Wroughtonia vietnamica Long, 2020[1]
- Wroughtonia yaanensis Yan & Chen, 2017 g
- Wroughtonia zhejiangensis Yan & van Achterberg, 2017 g

Источники: i = ITIS, c = Catalogue of Life, g = GBIF, b = Bugguide.net